# Stutz Victoria
La Victoria è un'autovettura di lusso prodotta dalla Stutz del 1981 al 1986.

## Storia
Era disponibile solo in versione berlina quattro porte. Il modello sostituì nel 1981 la IV-Porte. Rispetto alla vettura antenata, la Victoria era 250 mm più lunga ed era dotata di maggiore spazio interno. Sulla coda era montata una ruota di scorta che sporgeva in modo deciso dalla carrozzeria. Era anche caratterizzata da una vistosa calandra e da fanali anteriori separati.
Venne prodotta in 20 esemplari. Molti di essi furono acquistati dalla famiglia reale dell'Arabia Saudita. Nel 1985 era in vendita a 99.500 dollari.